# Нам не дано предугадать…
«Нам не дано предугадать…» — советский короткометражный фильм Ольги Наруцкой 1985 года по сценарию Надежды Кожушаной, история любви в осаждённом Ленинграде.

## Сюжет
Ленинград, 1941 год. Девушка Таня возвращается с заводской смены с подругами. По этой же улице идёт взвод солдат. Таня заискивает перед проходящим мимо лейтенантом, «угрожает» напугать, выкрикивает свой адрес «так, как кричат от усталости». Подруги говорят, что она сегодня именинница. Вечером лейтенант (Саша) неожиданно приходит к Тане в дом. 
Времени на узнавание и понимание друг друга у них — один вечер. Они становятся мужем и женой. 
 Саша сочиняет будущее письмо Тани себе на фронт: «Пишет тебе твоё чудо…» Тем временем Таня в кухне разогревает сахар на огне и выливает себе в руку. Ожог позволит ей не идти на работу и побыть подольше с Сашей. Но Саша, поняв, что она сделала, уходит. Быстро возвращается — Таня легла спать. Саша вытаскивает её из дома, чтобы она шла на завод (там безопаснее). Саша бежит к своей части, по пути он погибает под бомбёжкой.

## Актёрский состав
| Актёр               | Роль           |
| ------------------- | -------------- |
| Евдокия Германова   | Таня Агеева    |
| Константин Воробьёв | лейтенант Саша |
| Алексей Приеде      | эпизодическая  |
| Ольга Елисеева      | эпизодическая  |
| Любовь Мочалина     | эпизодическая  |
| Галина Ульянова     | эпизодическая  |

## Съемочная группа
- Сценарист: Надежда Кожушаная
- Режиссёр: Ольга Наруцкая
- Оператор: Валерий Мартынов
- Художник-постановщик: Алексей Рудяков
- Композитор: Альгирдас Паулавичус

## История создания
Дипломная работа Ольги Наруцкой, выпускницы Высших курсов сценаристов и режиссёров, мастерская А. Митты.
Журнал «Советский союз»,№ 4, 1987 г., раздел «Дебют»:

«Нам не дано предугадать…» дебют для режиссёра Ольги Наруцкой и автора сценария Надежды Кожушаной; обе они выпускницы Высших курсов сценаристов и режиссёров. Актриса свою работу тоже считает дебютом. В те страшные годы этих трех молодых женщин не было на свете. Почему свой первый фильм они сделали о войне? 

Ольга Наруцкая: 
 
«Я ленинградка. Мы, дети пятидесятых — шестидесятых годов, росли с горем близких, их душевными ранами, потерями, рядом с их воспоминаниями. Однажды я услышала, как женщина рассказывала свою историю — она и легла в основу сюжета.» 

Надежда Кожушаная: 

«У меня мама ленинградка. Пережила блокаду. Тяжело больную, её эвакуировали на Урал. Дедушка прошел всю войну. Мне кажется, что знание и чувства тех дней с генами переходят к нам, родившимся в мирное время.» 

Евдокия Германова: 

"Я живу вдвоем с отцом. Он доктор наук, по профессии геолог. С фронта вернулся без ноги, но профессии не изменил, ездил в экспедиции. Отец не любит вспоминать вслух о войне. Однажды ночью я услышала, как он во сне рыдает. Кинулась к нему: папа, что с тобой? Он проснулся, и как-то тяжело, растеряно сказал: "Я видел их, они же были живыми… « Когда он посмотрел фильм, у него в глазах стояли слезы. Для меня это дороже всех наград.»

## Факты
- Первоначально история называлась «Ожог», второе название «Про войну»[1].
- После показа фильма в «Кинопанораме» Евдокию Германову узнавали на улице, в метро, улыбались незнакомые пожилые люди. Профессиональное сообщество окрестило её советской Джульеттой Мазиной[2]
- Имя оператора Валерия Мартынова сценарист Надежда Кожушаная позднее присвоила главному герою фильма «Нога».

## Призы и награды
- Лучшая режиссура, КФ молодых кинематографистов в Москве, 1986 г.
- Лучшая женская роль, КФ молодых кинематографистов в Москве, 1986 г.
- Приз за изобразительное решение на ВКФ молодых кинематографистов в Тбилиси, 1986 г.

## Публикации сценария
- Сценарий «Про войну», журнал «Киносценарии», 1986 г., № 3.
- Надежда Кожушаная «ПРОРВА и другие киносценарии», Санкт-Петербург, 2007 год, издательства «СЕАНС» и «АМФОРА», серия «Библиотека кинодраматурга».
- Надежда Кожушаная «Кино — работа ручная», Издательство «СОВА», Москва, 2006 г.
- Собрание сочинений Надежды Кожушаной «Зеркало для героя» в двух томах. Том первый «Самый первый счастливый день», Центр культуры и просвещения «СЕАНС», Санкт-Петербург, 2017 г.